# Leszek Lubicz-Nycz
Leszek Lubicz-Nycz   (Brzesko, 20 d'agost de 1899 - Buraków, 22 de setembre de 1939) fou un tirador d'esgrima polonès, especialista en el sabre, que va competir durant les dècades de 1920 i 1930.
El 1932 va prendre part al Jocs Olímpics d'Estiu de Los Angeles, on va guanyar la medalla de bronze en la prova de sabre per equips del programa d'esgrima. En el seu palmarès també destaquen dues medalles de bronze al Campionat del món d'esgrima, el 1930 i 1934, així com dos campionats nacionals d'esgrima, el 1931 i 1934.
Va servir a l'exèrcit polonès entre 1918 i la seva mort, el 1939. Va morir en acció de guerra prop de Varsòvia durant la campanya de setembre, el començament de la Segona Guerra Mundial.